# Saint-Marcel-Campes
Saint-Marcel-Campes è un comune francese di 252 abitanti situato nel dipartimento del Tarn nella regione dell'Occitania.

## Società

### Evoluzione demografica
Abitanti censiti